# 衛笑堂
衛笑堂（1902年7月23日—1984年3月2日），原名延桐，字梓生，山東棲霞縣人，民國時期著名武術家，八步螳螂拳第三代傳人，將八步螳螂拳傳至台灣。

## 生平
衛笑堂在年青時即喜歡武術，其父衛稽雲是地方上有名的武術家，他曾學習地趟拳，後隨馮環義先生學習八步螳螂拳，盡得其妙。八步螳螂拳是民國初年時，由山東煙台三位武師－「通臂拳」師陳德善、「八卦拳」師王中慶、「螳螂拳」師姜化龍，三人所創，後由姜化龍傳授給馮環義，而又傳至衛笑堂。他在上海時曾至精武體育會，結識吳鑑泉先生，兩人決定換藝，相互學習，因此學得吳氏太極拳。
1949年（民國38年），因國共內戰，隻身赴韓國，因在韓友人與當地韓人發生衝突，為友人助拳，在混亂惡鬥中擊斃三個韓國小混混，重傷數人，隔天於當地報紙得知此消息後，衛笑堂得友人幫助復回山東。於1950年（民國39年）冬輾轉到台灣，在台北開設餃子館為生，閒暇之餘在植物園教授拳法，弟子逾千人，遂使此拳在台灣及美加各地流傳。但是八步螳螂拳在發源地山東反而因為文化大革命而消失了。
民國73年（1984年），因心臟病發作，病逝於台北縣中和市自宅內。

## 著作
《實用螳螂拳》  衛笑堂著 首著序中，首次落款日期為民國56年秋天，民國57年九月由當時華聯出版社刊印。民國69年6月再版。民國85年6月五洲出版社亦發行、民國93年亦再版。
《實用螳螂拳續集》衛笑堂著 衛師父序裡落款日期為民國60年10月10日，印行出版日期為民國61年5月，衛笑堂兼任發行人，福美彩色公司印刷。
《實用螳螂拳秘笈》衛笑堂著 衛師父序裡落款日期為民國65年仲冬，印刷出版日期為民國66年3月，衛校堂自力發行，福美彩色公司印刷。民國70年7月由當時任台灣大學國術會會長經由衛笑堂首肯，勘誤前版部分內文後再版刊行，也由福美彩色公司印刷張老闆印製。[1]
[1]衛笑堂老師著作資料參考《實用八步螳螂拳秘笈》p.337頁  左顯富‧楊清容校釋，民國100年逸文出版社出版。

## 弟子
知名弟子有、王秋雄、蘇昱彰、林鈞福、溫送珍、陳國欽、吳而立、張家璜、鄭榮貴、荀廣龍、廖宏志、廖宏達、陳義華、左顯富、朗咸平、顏錦福、張光宏、林松賢、彭韓萍、王傑、田貝康廣等人。

## 逸事
衛笑堂由中国大陆至台灣的這段歷程，被台灣小說家張大春寫進他的小說《城邦暴力團》中。